# Kriegerdenkmal Leppin

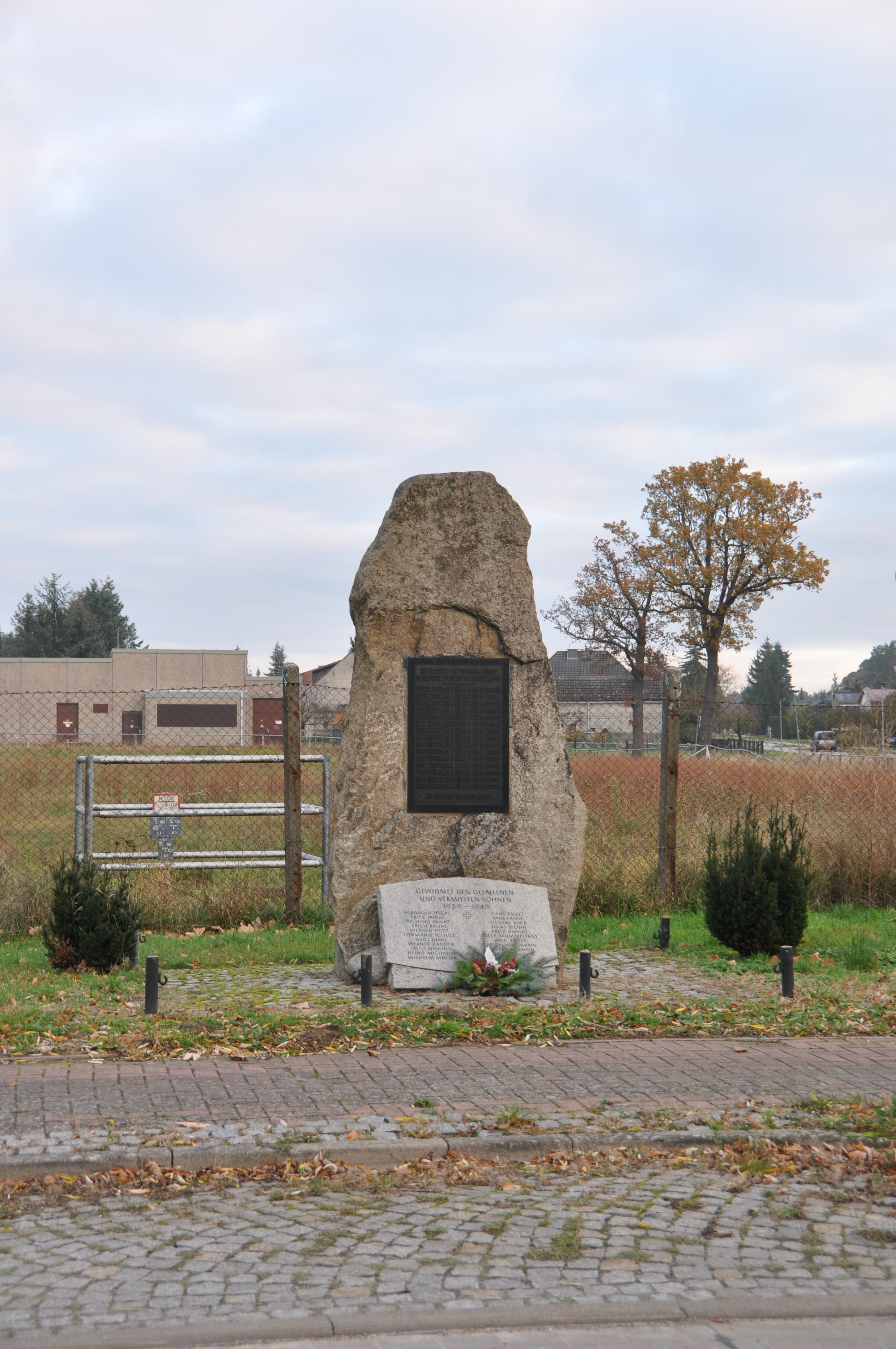
Kriegerdenkmal Leppin

Das Kriegerdenkmal Leppin ist ein denkmalgeschütztes Kriegerdenkmal im Ortsteil Leppin der Gemeinde Arendsee in Sachsen-Anhalt. Im örtlichen Denkmalverzeichnis ist das Kriegerdenkmal unter der Erfassungsnummer 094 61134 als Kleindenkmal verzeichnet.

## Allgemeines
Das Denkmal an der Bundesstraße 190, westlich des Feuerwehrhauses, wurde ursprünglich für gefallene Soldaten des Ersten Weltkriegs errichtet. Nach dem Zweiten Weltkrieg wurde eine Gedenktafel für die Gefallenen dieses Kriegs hinzugefügt. Bei dem Denkmal an sich handelt es sich um einen großen Findling mit eingelassener Namenstafel.
Die Ehrenliste für die Gefallenen des Ersten Weltkriegs ist erhalten geblieben. Anders als in den meisten Orten ist keine Gedenktafel für die Gefallenen der beiden Weltkriege in der Dorfkirche St. Marien aufgehängt worden.

## Inschrift
Gedenktafel Erster Weltkrieg
Gedenktafel Zweiter Weltkrieg